# Pita Bolatoga
Pita Bolatoga (Suva, 30 november 1984) is een voormalige Fijisch voetballer die bij voorkeur als aanvaller speelt.   
Op 14 augustus 2005 in de thuiswedstrijd tegen India maakte Bolatoga zijn debuut voor Fiji voetbalelftal. Hij begon in de basis van de wedstrijd en hij werd op 65e minuut gewisseld. Josaia Bukalidi viel voor hem in. De wedstrijd ging gewonnen met 2-1.  Hij heeft 19 wedstrijden gespeeld en 3 doelpunten gemaakt voor zijn nationale ploeg.
Bolatoga beëindigde zijn voetbalcarrière in 2019.